# 王建华 (1963年)
王建华。中华人民共和国教育工作者、政治人物，汉族。常德师范专科学校地理专业专科毕业，湖南师范大学地理专业函授理学学士，湖南师范大学地理教育专业教育学硕士，华中科技大学高等教育学专业教育学博士。
1982年9月，进入常德师范专科学校地理专业学习。1985年7月，任常德师范专科学校教师。
1988年10月，任长沙市九中教师。1989年3月，任长沙市九中团委书记（期间：1988年9月至1991年7月在湖南师范大学地理专业函授学习，获理学学士学位）。1991年8月，任长沙市九中党支部副书记。1991年10月，任长沙市九中党委副书记。1993年2月，任长沙市九中党委副书记、副校长。1995年8月，任长沙市九中副校长。
1996年4月，任长沙市三十七中校长（1997年8月兼任党支部书记）。
1998年2月，任长沙市雅礼中学党委委员、校长助理。1999年8月，任长沙市雅礼中学党委副书记。
2001年8月，任长沙市长郡中学党委副书记、校长（期间：2000年9月至2003年6月在湖南师范大学地理教育专业学习，获教育学硕士学位）。
2006年7月，任长沙市教育局党委委员、副局长（期间：2006年9月至2011年6月在华中科技大学高等教育学专业学习，获教育学博士学位）。2011年10月，任长沙市教育局党委副书记、局长。2013年11月，任长沙市教育局党委书记、局长。
2014年10月，任湖南省教育厅党组成员、中共湖南省委教育工委委员。2015年12月，任湖南省教育厅党组成员、副厅长、中共湖南省委教育工委委员。